# Léonard Kweuke
Leony Léonard Kweuke (Yaoundé, 1987. július 12. –) kameruni válogatott labdarúgó, a Çaykur Rizespor játékosa.

## Sikerei, díjai
Sparta Praha
- Cseh szuperkupagyőztes (1): 2010
- Cseh bajnoki ezüstérmes (3): 2010–2011, 2011–12, 2012–13